# Viacha
Villa de Viacha o Viacha es una ciudad y municipio de Bolivia, además de ser la capital de la provincia de Ingavi ubicada en el departamento de La Paz. El municipio cuenta con una población de 80.724 habitantes (según el Censo INE 2012). La ciudad se encuentra a 22 km de la ciudad de La Paz, sede de gobierno del país, y está conectada a la misma a través de las Rutas 1 y 19 que la conecta con la ciudad de El Alto y por vía férrea, a través de una línea de tren que se encuentra de nuevo en funcionamiento desde finales de 2008, la vía La Paz-Guaqui.

## Clima
Viacha se encuentra en el Altiplano boliviano y posee un clima frío y seco la mayor parte del año con una estación lluviosa entre diciembre y febrero.
| Parámetros climáticos promedio de Viacha | Parámetros climáticos promedio de Viacha | Parámetros climáticos promedio de Viacha | Parámetros climáticos promedio de Viacha | Parámetros climáticos promedio de Viacha | Parámetros climáticos promedio de Viacha | Parámetros climáticos promedio de Viacha | Parámetros climáticos promedio de Viacha | Parámetros climáticos promedio de Viacha | Parámetros climáticos promedio de Viacha | Parámetros climáticos promedio de Viacha | Parámetros climáticos promedio de Viacha | Parámetros climáticos promedio de Viacha | Parámetros climáticos promedio de Viacha |
| Mes                                      | Ene.                                     | Feb.                                     | Mar.                                     | Abr.                                     | May.                                     | Jun.                                     | Jul.                                     | Ago.                                     | Sep.                                     | Oct.                                     | Nov.                                     | Dic.                                     | Anual                                    |
| ---------------------------------------- | ---------------------------------------- | ---------------------------------------- | ---------------------------------------- | ---------------------------------------- | ---------------------------------------- | ---------------------------------------- | ---------------------------------------- | ---------------------------------------- | ---------------------------------------- | ---------------------------------------- | ---------------------------------------- | ---------------------------------------- | ---------------------------------------- |
| Temp. máx. media (°C)                    | 18                                       | 18                                       | 17                                       | 16                                       | 16                                       | 16                                       | 17                                       | 16                                       | 17                                       | 16                                       | 18                                       | 18                                       | 16                                       |
| Temp. media (°C)                         | 9                                        | 8                                        | 8                                        | 8                                        | 7                                        | 7                                        | 7                                        | 7                                        | 9                                        | 9                                        | 9                                        | 9                                        | 8.1                                      |
| Temp. mín. media (°C)                    | 5                                        | 5                                        | 6                                        | 4                                        | 2                                        | -3                                       | -2                                       | 0                                        | 2                                        | 3                                        | 5                                        | 6                                        | 2                                        |
| Precipitación total (mm)                 | 116                                      | 99                                       | 75                                       | 44                                       | 16                                       | 3                                        | 12                                       | 9                                        | 22                                       | 44                                       | 59                                       | 89                                       | 588                                      |
| Días de lluvias (≥ 0.1 mm)               | 16                                       | 16                                       | 12                                       | 9                                        | 5                                        | 3                                        | 3                                        | 3                                        | 5                                        | 9                                        | 10                                       | 14                                       | 105                                      |
| Días de nevadas (≥ 0.1 cm)               | 0                                        | 0                                        | 0                                        | 0                                        | 2                                        | 3                                        | 3                                        | 2                                        | 1                                        | 0                                        | 0                                        | 0                                        | 11                                       |
| Horas de sol                             | 225                                      | 216                                      | 200                                      | 181                                      | 175                                      | 150                                      | 159                                      | 166                                      | 175                                      | 186                                      | 212                                      | 227                                      | 2272                                     |
| Humedad relativa (%)                     | 80                                       | 80                                       | 80                                       | 81                                       | 81                                       | 82                                       | 83                                       | 83                                       | 83                                       | 82                                       | 81                                       | 80                                       | 81.3                                     |
| [cita requerida]                         |                                          |                                          |                                          |                                          |                                          |                                          |                                          |                                          |                                          |                                          |                                          |                                          |                                          |

## Demografía
De acuerdo con el censo boliviano de 2024, la población del municipio de Viacha es de 113 453 habitantes.
Como resultado del crecimiento sostenido del área metropolitana de La Paz, la población del municipio de Viacha se triplicó entre 1992 y 2024, mientras que la población de la localidad ha aumentado considerablemente entre 1992 y 2012:
| Año  | Habitantes (municipio) | Habitantes (localidad) | Fuente |
| ---- | ---------------------- | ---------------------- | ------ |
| 1976 | -                      | 9 766                  | Censo  |
| 1992 | 36 412                 | 19 036                 | Censo  |
| 2001 | 46 596                 | 29 108                 | Censo  |
| 2012 | 80 388                 | 62 516                 | Censo  |
| 2024 | 113 453                |                        | Censo  |

## Economía

### Industrias cerámicas

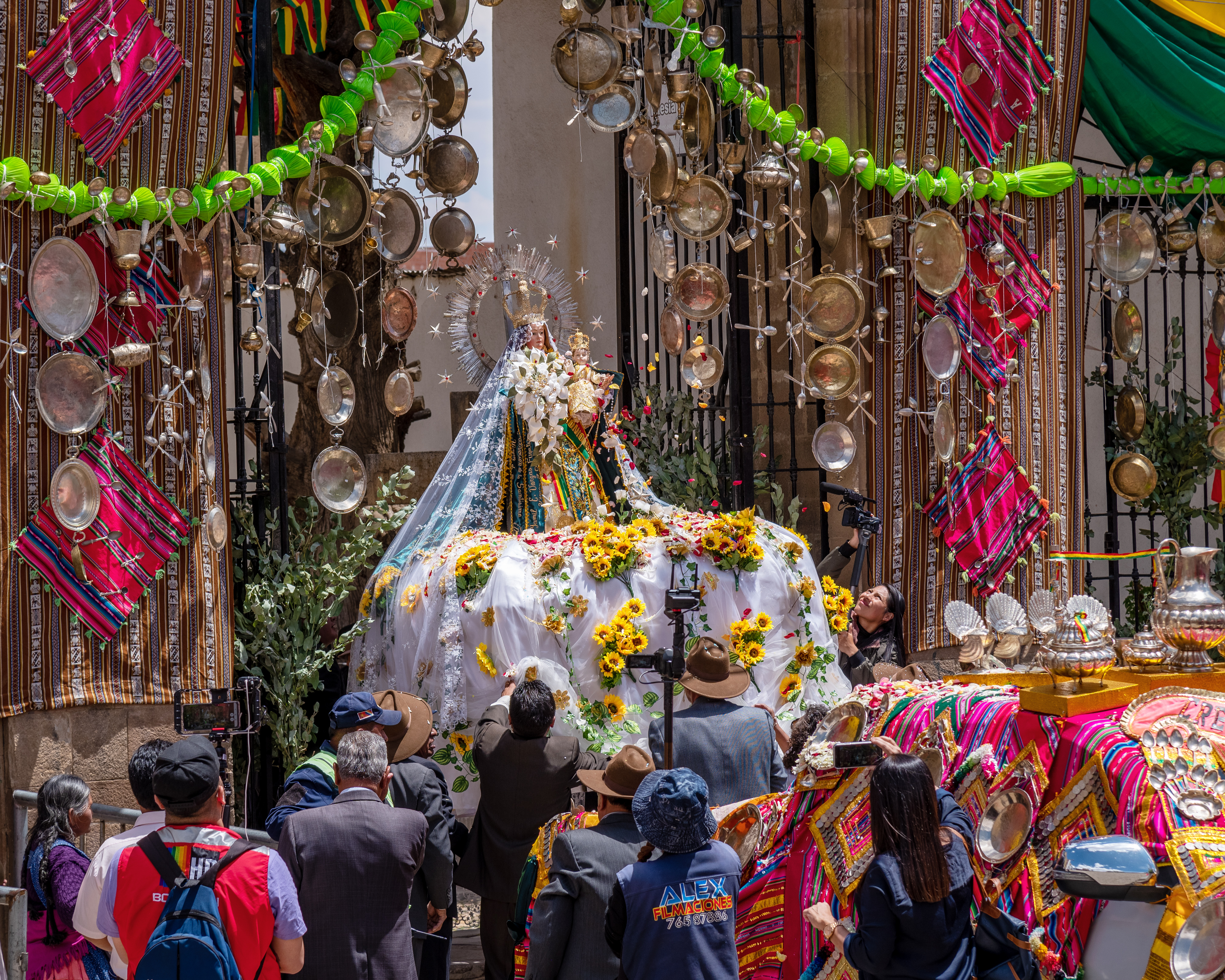
Festividad de la Virgen María del Rosario.

Viacha, por los yacimientos de arcilla existentes en el municipio, ha permitido el asentamiento de empresas de cerámica en una cantidad de aproximada de 100 fábricas, organizados en una Institución denominada APSER. También se realiza la explotación de áridos en sus diferentes tipos. 

### Fábrica de cemento

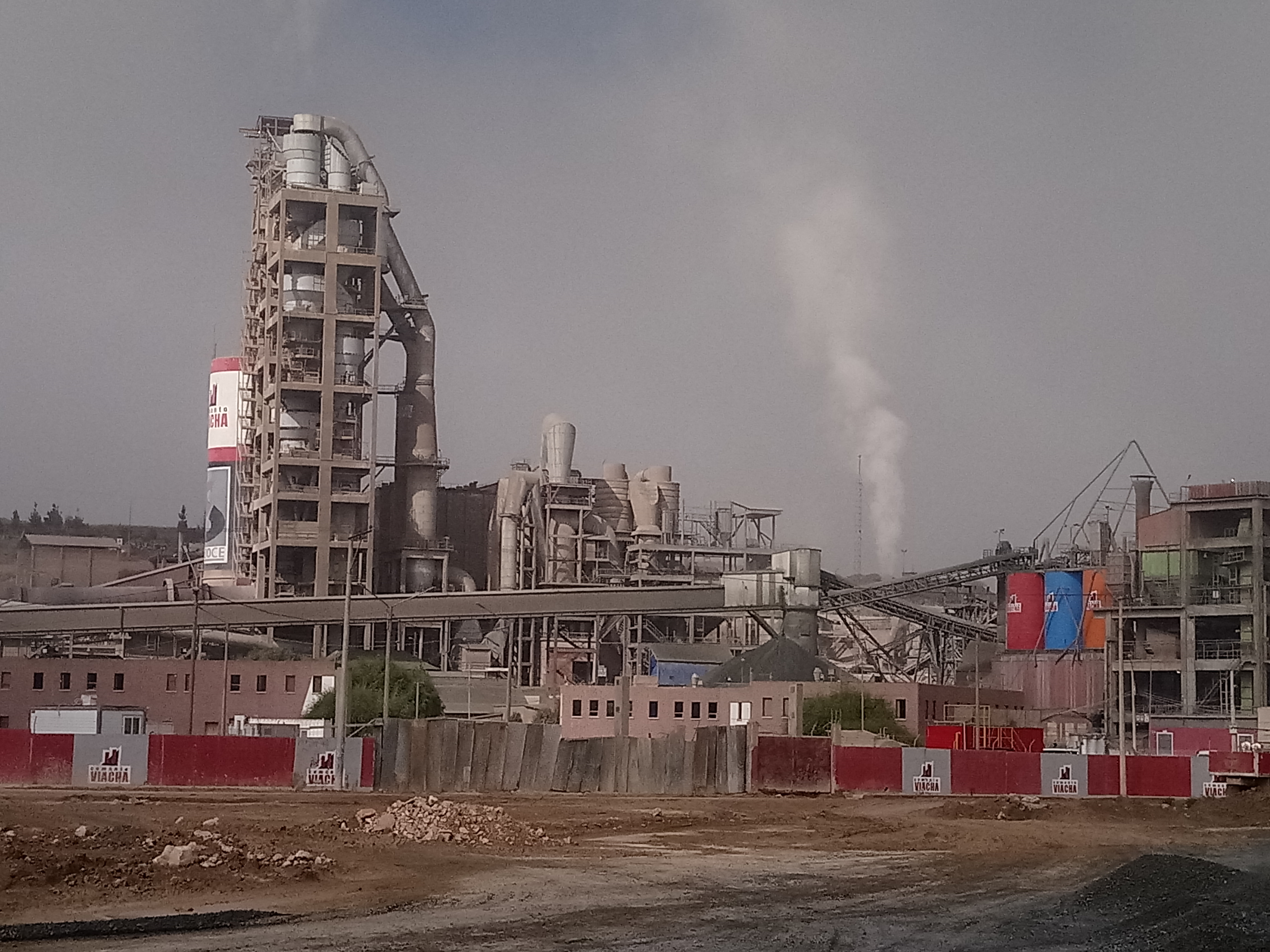
Fábrica de Cemento en Viacha.

En esta población, se encuentra la fábrica de cemento más grande de Bolivia (Cemento Viacha), la cual se comercia a todo el país, materia primordial para la construcción en la región.

### Agricultura
En las actividades agrícolas, la región se caracteriza por la producción de papa en sus diferentes variedades, Cebada cultivo en el que el que el municipio es líder departamental de la prodcción, quinua, tarwi, trigo, oca, haba, arveja, papalisa, etc.

### Actividad ganadera
Dentro de la actividad ganadera, esta la cría de ganado vacuno, camélido, porcino, ovino, caprino, avícola y la cunicultura, estos últimos en pequeña escala, de esta industria se provee de lácteos las importes para la región metropolitana de La Paz.
La actividad lechera esta en permanente crecimiento y la aplicación de nuevas técnicas y tecnologías hacen que la producción aumente paulatinamente cada año, en sus derivados de la leche tenemos, queso, requesón, mantequilla, etc.

## Transporte
Viacha se encuentra a 35 km por carretera al suroeste de La Paz, sede de gobierno de Bolivia.
Desde La Paz, la ruta troncal Ruta 19 recorre 35 kilómetros al suroeste hasta Viacha y de allí hasta Charaña en la frontera con Chile. Viacha ha sido la terminal de varias líneas ferroviarias desde que se cerró la ruta empinada de aproximadamente 25 km de largo a La Paz. Hay conexiones desde Chile con la antigua línea férrea continuada Arica-La Paz, en una ruta que conduce a Perú y con una línea férrea desde el lago Titicaca a Oruro de allí a Antofagasta en Chile.

## Enlaces externos

Ferrocarril La Paz-Guaqui
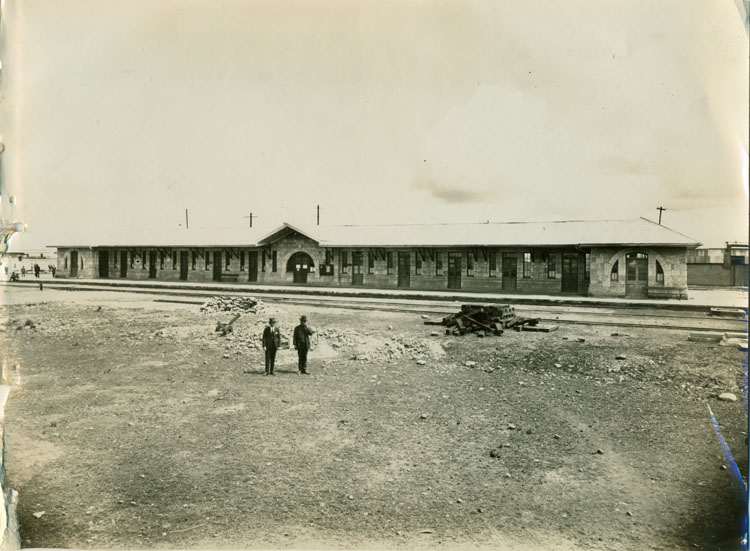
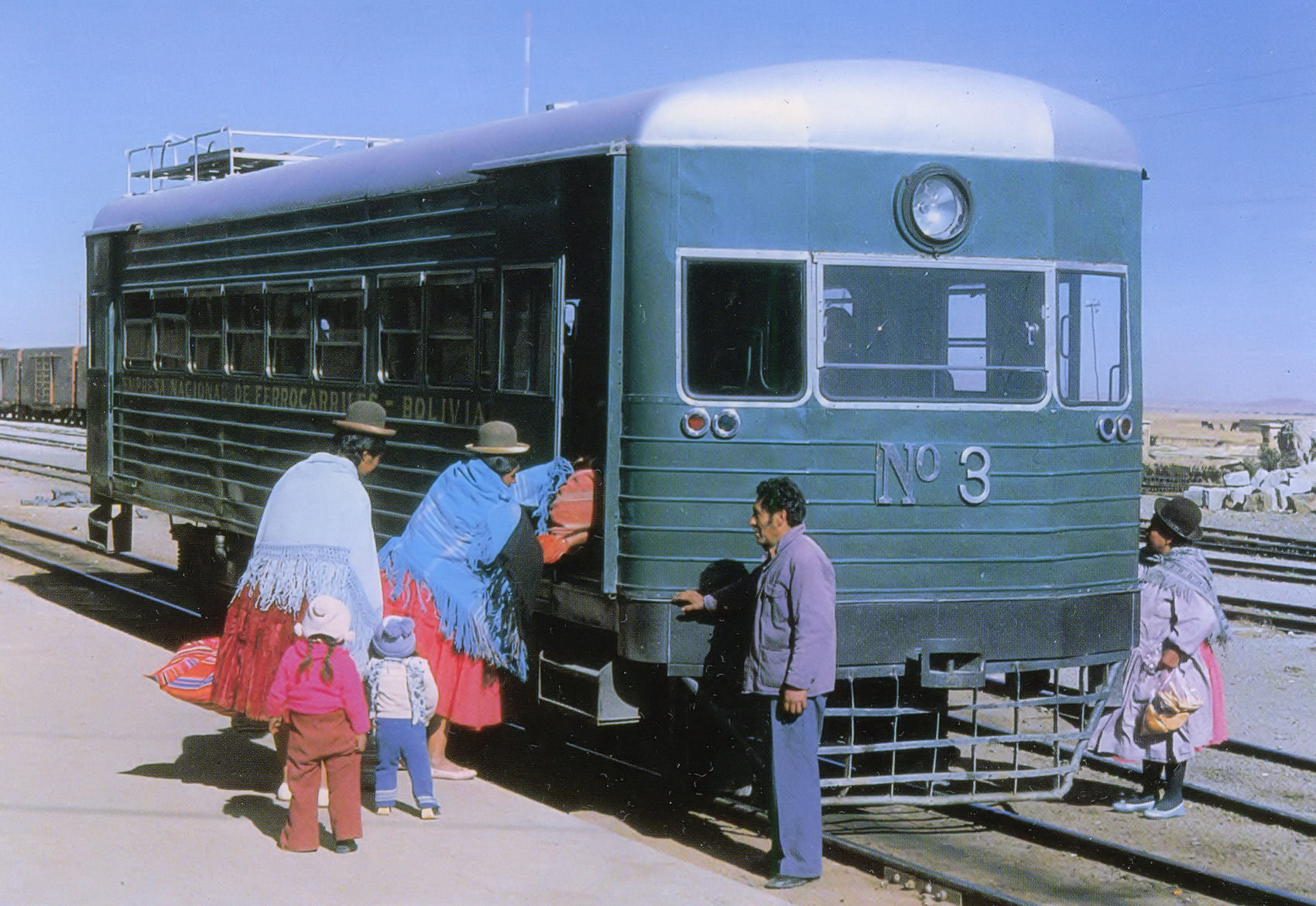
Antiguo Ferrobús en Viacha
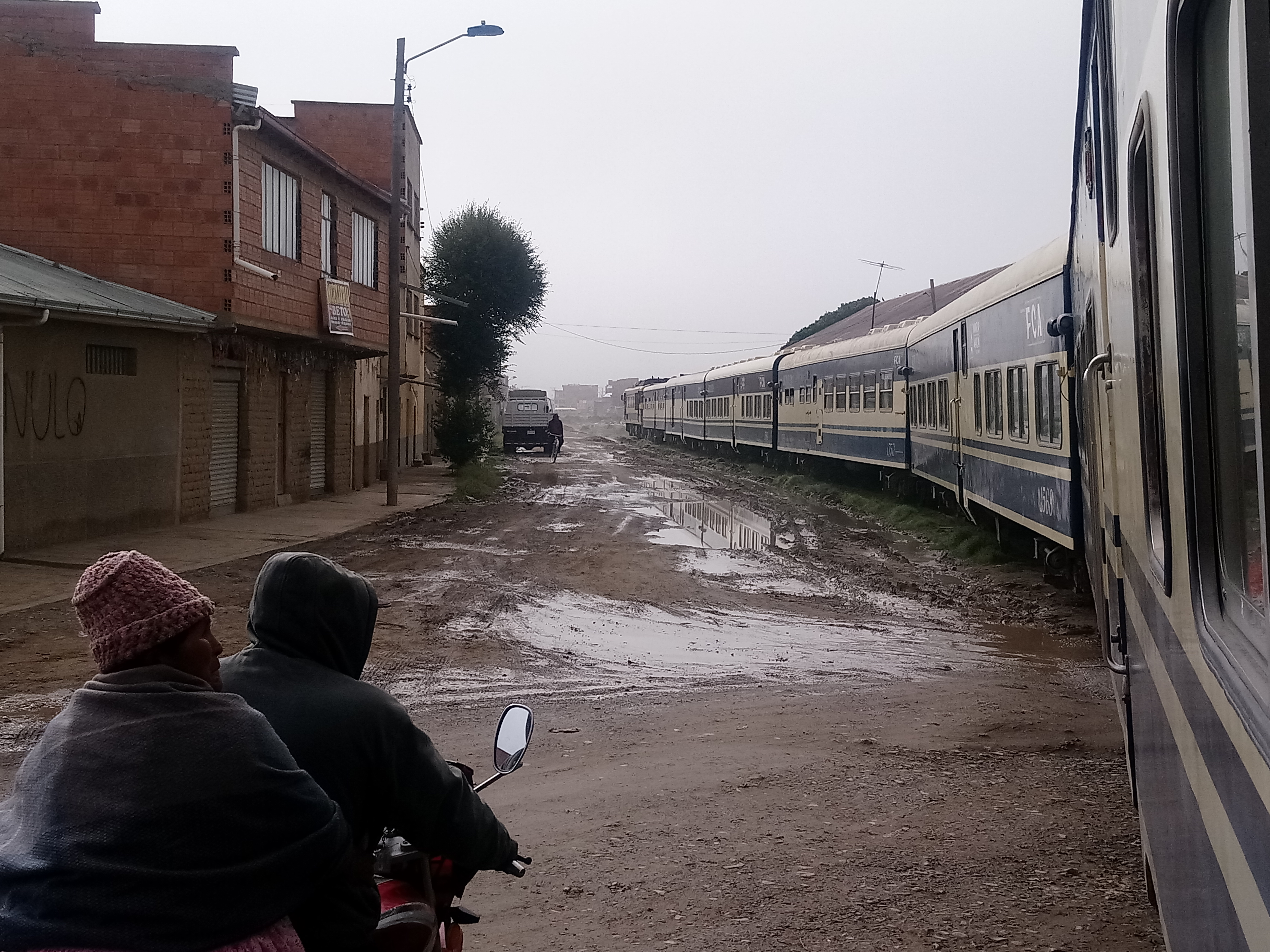
Ferrocarril turístico en Viacha en 2018